# 조이기
조이기(趙食其, ? ~ ?)는 전한 중기의 군인으로, 좌내사 대우현(祋祤縣) 사람이다.

## 생애
원삭 6년(기원전 123년), 대장군 위청과 함께 흉노 정벌에 나서 수급 660개를 취하였다.
원수 3년(기원전 120년)에 관내후에 봉해지고 황금 100근을 받았다.
이듬해에 우장군이 되어 조양·이광·공손하와 함께 위청을 따라 정양에서 출진하였으나, 길을 잃어 참형에 처하게 되었고, 속죄금을 내고 관작이 박탈되었다.

## 출전
- 반고, 《한서》 권55 위청곽거병전

| 전임 이채 | 전한의 주작도위 기원전 123년 | 후임 주매신 |

| 전임 주매신 | 전한의 주작도위 기원전 120년 ~ 기원전 119년 | 후임 양복 |